# Farrah Mackenzie
Farrah Mackenzie, född 29 oktober 2005, är en amerikansk skådespelare.
Mackenzie har bland annat medverkat i TV-serierna Utopia och United States of Al. Hon har även medverkat i filmen Leave the World Behind.

## Filmografi (i urval)
- 2014 – Sitter Cam
- 2015 – Coat of Many Colors
- 2017 – Logan Lucky
- 2017 – Please Stand By
- 2018 – Lawless Range
- 2018 – Amanda McKay  (kortfilm)
- 2020 – Utopia (TV-serie)
- 2021–2022 – United States of Al (TV-serie)
- 2023 – Leave the World Behind